# طيبة الغراء في مدح سيد الأنبياء
طيبة الغراء في مدح سيد الأنبياء اسم كامل للقصيدة الهمزيّة الألفيّة في مدح وذكر أوصاف النبي محمد صلى الله عليه وسلم من نظم الشيخ يوسف يوسف بن إسماعيل النبهاني، وهي من بحر الخفيف.

## وصف القصيدة وموازنتها بهمزية البوصيري
يقول ناظمها النبهاني كما دوّن على غلاف نسخة قديمة منها: (قد وازنتُ بهمزيتي هذه همزية الإمام البوصيري (أمّ القرى في مدح خير الورى) عالماً أن الفضل للمتقدم وأنه بمنزلة المعلم وأنا بمنزلة المتعلّم وإن كانت هذه قد احتوتْ أضعاف ما حوته تلك من السيرة النبوية والفضائل المحمديّة، وامتازت بحسن التقسيم والترتيب حتى صارت بفضل الله فريدة في بابها لا نظير لها فيما أعلم بين أترابها (نظائرها) حريّةً بتدريسها وحفظها والاعتناء بشرح معناها ولفظها لمن يهمّه مدح رسول الله ومعرفة سيرته وفضائله ومعجزاته وشمائله، لأنها أقوى أسباب محبته وقوة الإيمان به عليه السلام).

## نماذج من أبياتها[1][2]
نورك الكل والورى أجزاء  يا نبيّاً مِن جنده الأنبياء
علّةَ الكونِ كنتَ أنتَ ولولا  كَ لدامتْ في غيبها الأشياءُ
منتهى الفضل في العوالمِ جَمعاً  فوقَه مِن كمالك الابتداء
ومنها:
كان مثلَ المسكين يجلس للأكـــــــــــــل فلا متّكاً له لا اتّكاءُ
كان يرضيه كل طعم حلال ولديه المحبوبة الحلواء